# ایولینه آدلهاید فون مایدل

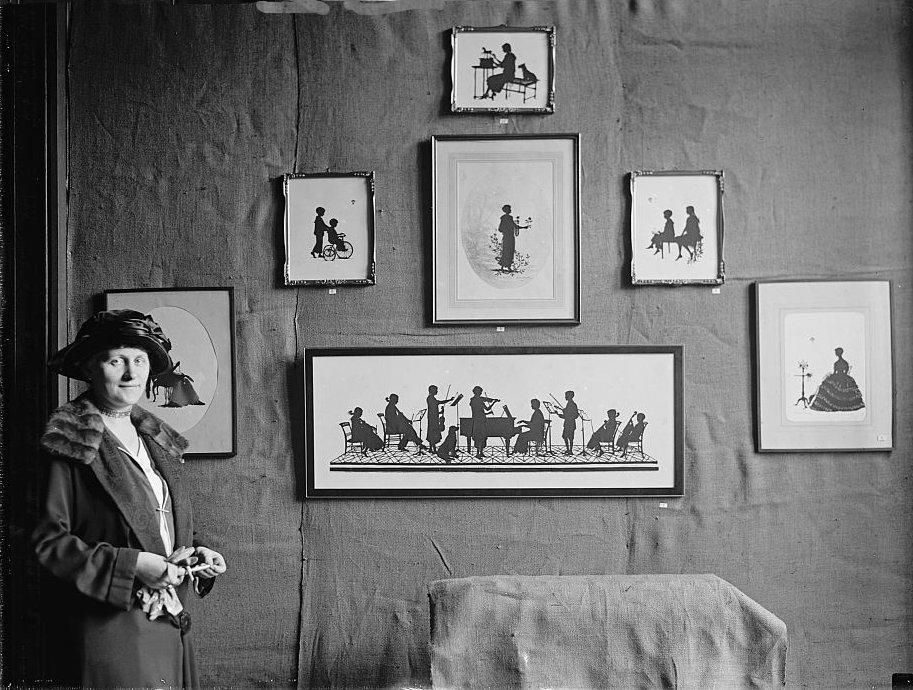
آدلهاید و تعدادی از آثارش در کورکوران در سال ۱۹۲۵

ایولینه آدلهاید فون مایدل (آلمانی: Eveline Adelheid von Maydell؛ ‏ ۱۹ مهٔ ۱۸۹۰ – ۲۴ دسامبر ۱۹۶۲) هنرمند سایه‌نمایی اهل آلمان بود.
وی در تهران زاده شد و تحصیلات خود را در پارنو، ریگا و سن پترزبورگ تکمیل کرد و در سال ۱۹۲۲ به ایالات متحده آمریکا مهاجرت کرد. تعدادی از آثار او در «گالری هنر کورکوران» در دههٔ ۱۹۲۰ میلادی و بعدها در دههٔ ۱۹۴۰ میلادی به نمایش درآمد.

بر پایهٔ گزارشی که در یک مقاله روزنامه در میلواکی چاپ شد، او یکسان‌دست بوده‌است.